# Угорелец
Угорèлец е село в Северна България, община Севлиево, област Габрово.

## География
Село Угорелец се намира на около 18 km запад-югозападно от центъра на град Габрово, 22 km южно от град Севлиево и 15 km източно от град Априлци. Разположено е в долината на река Росица, край реката, както и високо по десния (източния) ѝ долинен склон (махала Горен Угорелец). Общинският път GAB2189 (Тумбалово – Валевци – Угорелец – местност Лъгът), минаващ през Угорелец, е дясно (западно) отклонение малко след село Тумбалово от общинския път GAB2185, започващ от кръстовище с третокласния републикански път III-6072 в село Стоките и минаващ през Тумбалово към село Купен. Надморската височина в селото край реката е около 480 – 500 m, а в махала Горен Угорелец – в интервала 600 – 700 m. Угорелец е в обхвата на защитена зона „Централен Балкан – буфер“
Населението на село Угорелец, наброявало 441 души при преброяването към 1934 г., нараства до 894 към 1956 г., след което намалява до 98 към 1992 г., 42 към 2011 г. и 25 (по текущата демографска статистика за населението) към 2019 г.

## История
През 1978 г. дотогавашното населено място махала Угорелец придобива статута на село.
Църквата „Свети Иван Рилски“ в Угорелец е построена през 1925 г. с помощта на цялото население. Освещаването на храма е станало през 1926 г. от търновския владика Филип.
Училището в махала Горен Угорелец е построено през 1911 г. с участието на населението. Мястото е било гора, която се изсича и се построява голяма едноетажна сграда с две големи просторни класни стаи и учителска стая. След първоначалните 43 ученика, през следващите години броят им нараства до 80. От 1953 г. броят на учениците намалява, за учебната 1968 – 1969 г. броят им е 5 и училището се закрива.

## Население
Преброяване на населението през 2011 г.
Численост и дял на етническите групи според преброяването на населението през 2011 г.:
|                     | Численост | Дял (в %) |
| Общо                | 42        | 100,00    |
| Българи             | 42        | 100,00    |
| Турци               | 0         | 0,00      |
| Цигани              | 0         | 0,00      |
| Други               | 0         | 0,00      |
| Не се самоопределят | 0         | 0,00      |
| Неотговорили        | 0         | 0,00      |

## Обществени институции
Село Угорелец към 2020 г. е в кметство Стоките.
В селото към 2020 г. има православна църква „Свети Йоан Рилски“.